# Amiens (stad)
Amiens is een stad in Noord-Frankrijk, de hoofdstad van het departement Somme en van de voormalige regio Picardië. De stad ligt circa 115 km ten noorden van Parijs en telde op 1 januari 2022 134.780 inwoners, die Amiénois worden genoemd.
Amiens is een van de middeleeuwse Somme-steden, samen met Ponthieu. De stad heeft vele monumenten waaronder haar kathedraal.
Amiens heeft een universiteit en is een belangrijke industriestad (textiel).
De schrijver Jules Verne bracht een groot deel van zijn leven door in Amiens, stierf er en ligt er begraven.

## Geschiedenis
De stad is gesticht door de Galliërs onder de naam Samarobriva, hetgeen "brug over de Somme" betekent. Julius Caesar bracht er tijdens zijn campagne ter onderwerping van Gallië de winter van 54 op 53 v. Chr. door. In de 4e eeuw kreeg de stad de naam Civitas Ambianensium, hetgeen is afgeleid van de stam die er destijds woonde: de Ambiani. Hiervan is uiteindelijk de huidige naam Amiens weer afgeleid. Al in de 3e eeuw zou Amiens een bisschopszetel zijn geweest, maar de invallen van de Germanen maakten een einde aan de werking van dit bisdom. Het bisdom Amiens kwam weer tot leven vanaf de 7e eeuw.
Amiens kwam in 1185 in het Franse kroondomein. Het was de hoofdstad van Picardië. In de 13e eeuw werd begonnen met de bouw van de gotische kathedraal. De kathedraal was gelegen in de Ville Haute, de hoge stad. De lage stad, Ville Basse, lag tussen de armen van de Somme. Hier in de wijk Saint-Leu waren watermolens die gebruikt werden door de textielnijverheid en de leerlooiers.
De stad werd ingenomen door een Spaans leger en na zes maanden heroverd door een leger van koning Hendrik IV van Frankrijk in 1597. De Reformatie kreeg moeilijk wortel in Amiens en Picardië, alhoewel Calvijn uit deze streek afkomstig was. De lagere adel was de protestantse leer genegen, maar de clerus bleef het katholieke geloof grotendeels trouw. De Contrareformatie zorgde voor nieuwe religieuze instellingen in de stad. In 1604 werd een jezuïetencollege geopend en in 1624 een priesterseminarie.
Op 25 maart 1802 werd hier de Vrede van Amiens getekend tussen Frankrijk en Groot-Brittannië. De vrede hield echter geen stand. In de 19e eeuw werd Amiens een belangrijk industrieel centrum. De bevolking groeide sterk en er werden nieuwe woonwijken buiten de stadswallen gebouwd. Deze wallen vormden een belemmering voor de groei van de stad en werden vanaf 1820 gesloopt. Zo werd de stadspoort Porte-Paris in het zuiden in 1825 afgebroken.
Van 8 tot 12 augustus 1918 vond hier de Slag bij Amiens plaats.

## Geografie
De oppervlakte van Amiens bedroeg op 1 januari 2022 49,46 vierkante kilometer; de bevolkingsdichtheid was toen 2.725 inwoners per km².
De stad ligt aan de Somme.
De onderstaande kaart toont de ligging van Amiens met de belangrijkste infrastructuur en aangrenzende gemeenten.

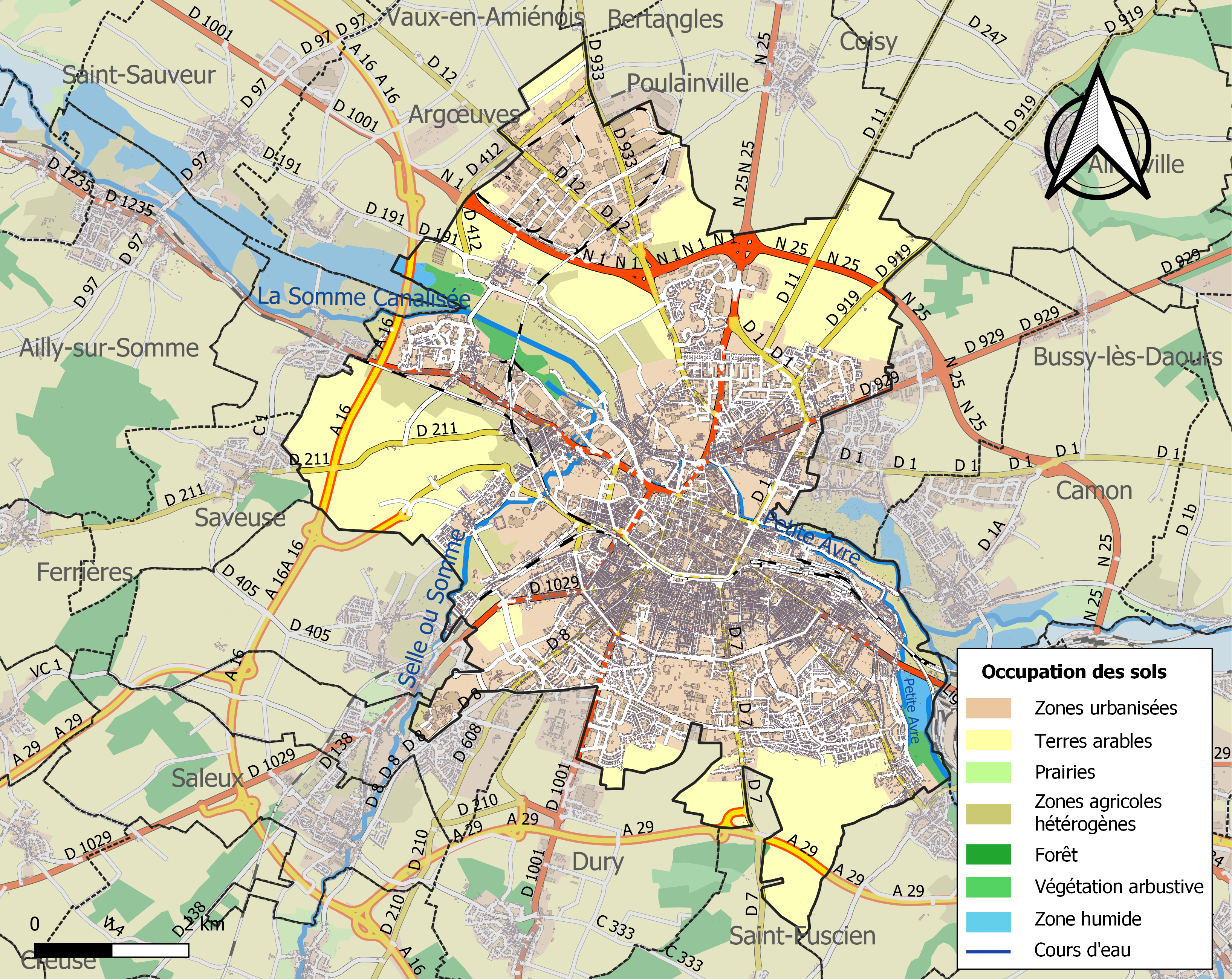

## Demografie
Onderstaande figuur toont het verloop van het inwonertal (bron: INSEE-tellingen).

## Bezienswaardigheden

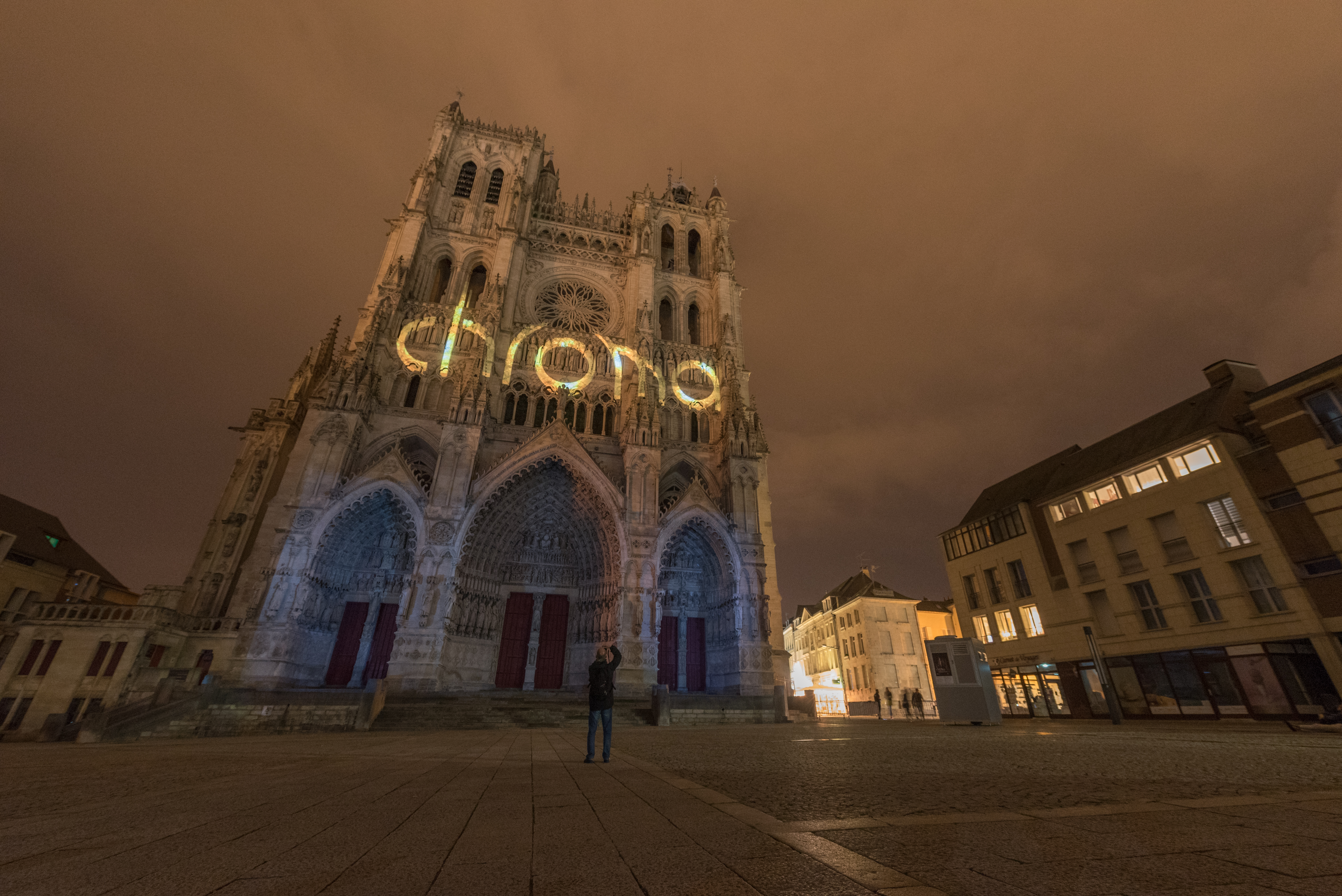
Lichtshow 'Chroma' op de Notre-Dame van Amiens

In de stad staat een van de belangrijkste kathedralen van Frankrijk, de Notre-Dame, die sinds 1981 is opgenomen in de Werelderfgoedlijst van de UNESCO. Het is de grootste gotische kathedraal van Europa. Sinds 1999 wordt deze kathedraal ook verschillende dagen per jaar ondergedompeld in een lichtspektakel, genaamd "Chroma". Dit gebeurt van midden juni tot midden september. Na afloop van deze lichtshow, wordt bezoekers getoond hoe de Notre-Dame er vroeger uit zag. De kathedraal was immers niet altijd beige van kleur; vroeger werden onder meer de beelden polychroom beschilderd. Gidsen vertellen bezoekers over de beeldverhalen die op de façade van de kathedraal worden afgebeeld. 
De kathedraal maakt deel uit van een ander werelderfgoed, de pelgrimsroutes in Frankrijk naar Santiago de Compostella. De nabijgelegen klokkentoren, het belfort van Amiens, behoort tot een derde soort werelderfgoed in deze stad: de Belforten in België en Frankrijk.
Andere bezienswaardigheden zijn:
- Het stenen circus Cirque Jules Verne. Het is een van de zeven stenen circussen die Frankrijk bezit.
- De 'Hortillonnages' vormen een 300 hectare moerassig gebied, dat bestaat uit kleine volkstuinen, die van elkaar gescheiden zijn door middel van smalle kanaaltjes. De meeste van die volkstuinen zijn slechts toegankelijk per boot. De naam "hortillonnages" is afgeleid van het Picardische woord "hortillon" wat "warmoezenier" of "tuinbouwer" betekent. Het woord "hortillon" is dan weer afgeleid van het Latijnse "hortillus", wat staat voor 'kleine tuin'.
- De Tour Perret werd in 1942 ontworpen door de architect Auguste Perret. Ze paste in het kader van een groot heropbouwingsproject in de buurt van het station van Amiens dat grotendeels verwoest werd tijdens de Tweede Wereldoorlog. In 1949 werden de werken aangevat, ze duurden tot 1954. Pas in 1959 werd de toren echt in gebruik genomen, omdat men er pas dan appartementen en kantoren in installeerde. In de tijd van haar constructie gold de toren als bijzonder vanwege het toepassen van gewapend beton. De toren telt 30 verdiepingen en is 110 m hoog als de 6 m lange mast meegerekend wordt. Lange tijd was ze de hoogste wolkenkrabber van West-Europa.
- Het huis van Jules Verne: de schrijver van avonturen- en sciencefictionromans woonde er tussen 1862 en 1900. Het herbergt een museum dat gewijd is aan het leven en het werk van de beroemde auteur.
- De kerk Saint-Leu dateert uit de 15e eeuw en is opgetrokken in de stijl van de flamboyante gotiek.
- Het Musée de Picardie, gebouwd in 1867, is een kunstmuseum.

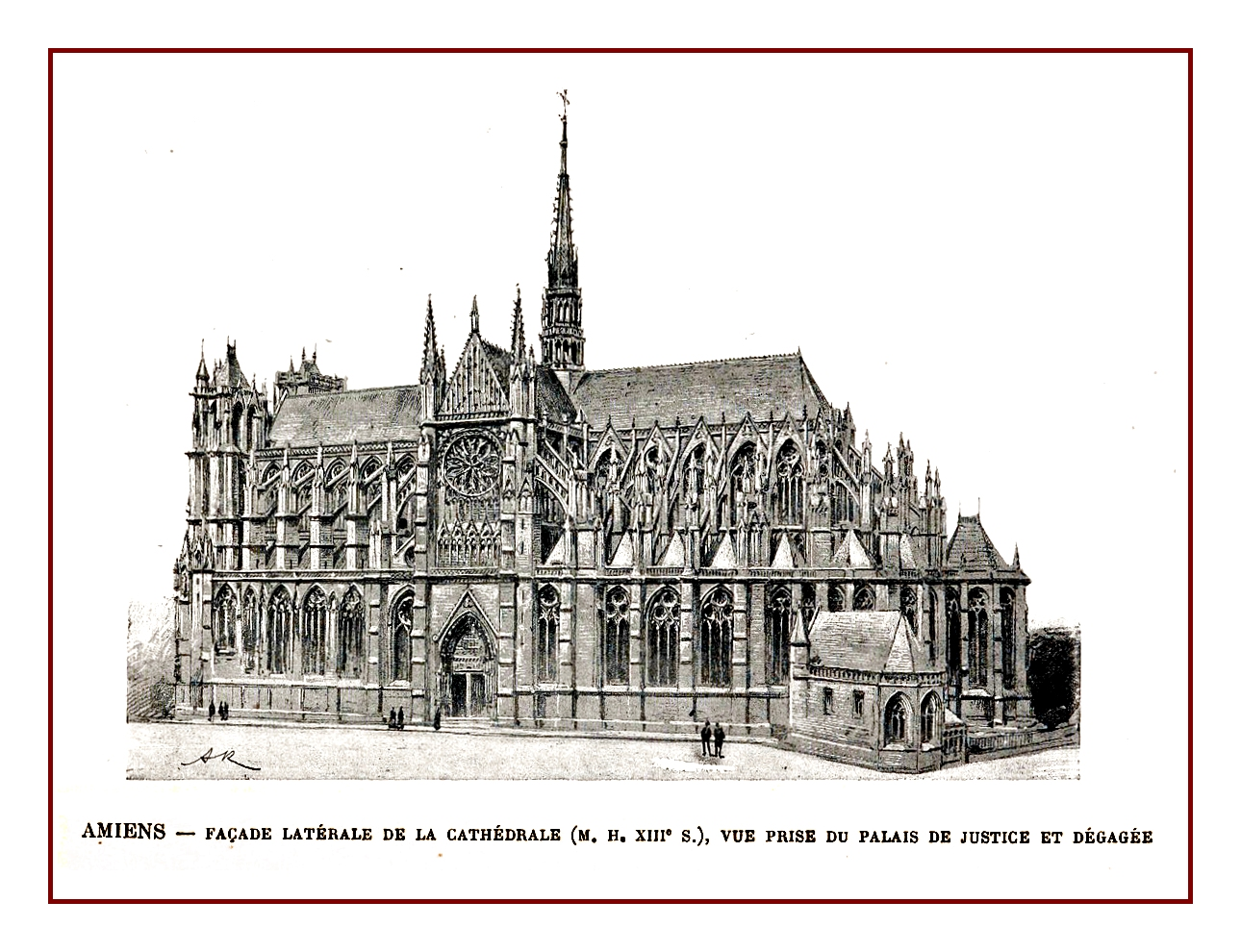
Amiens kathedraal (1893)
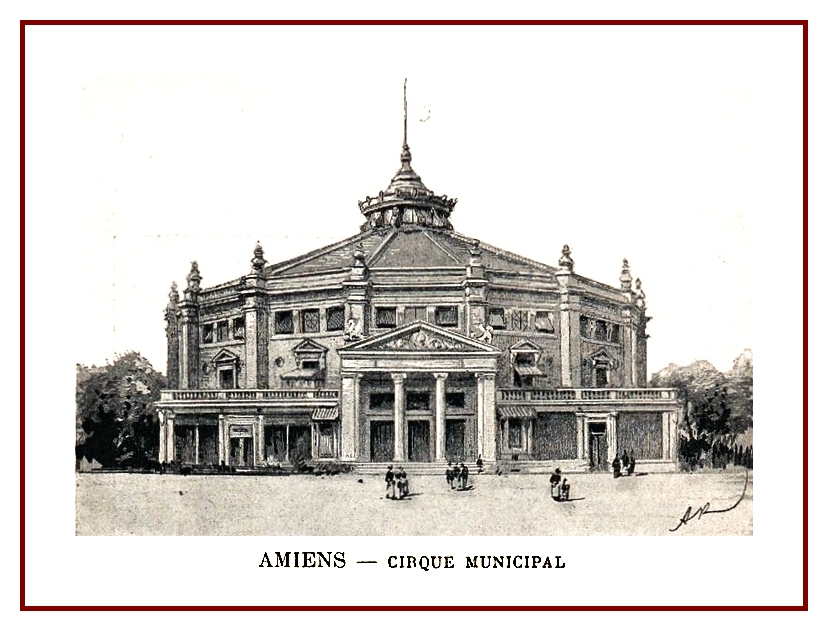
Amiens stadscircus (1893)
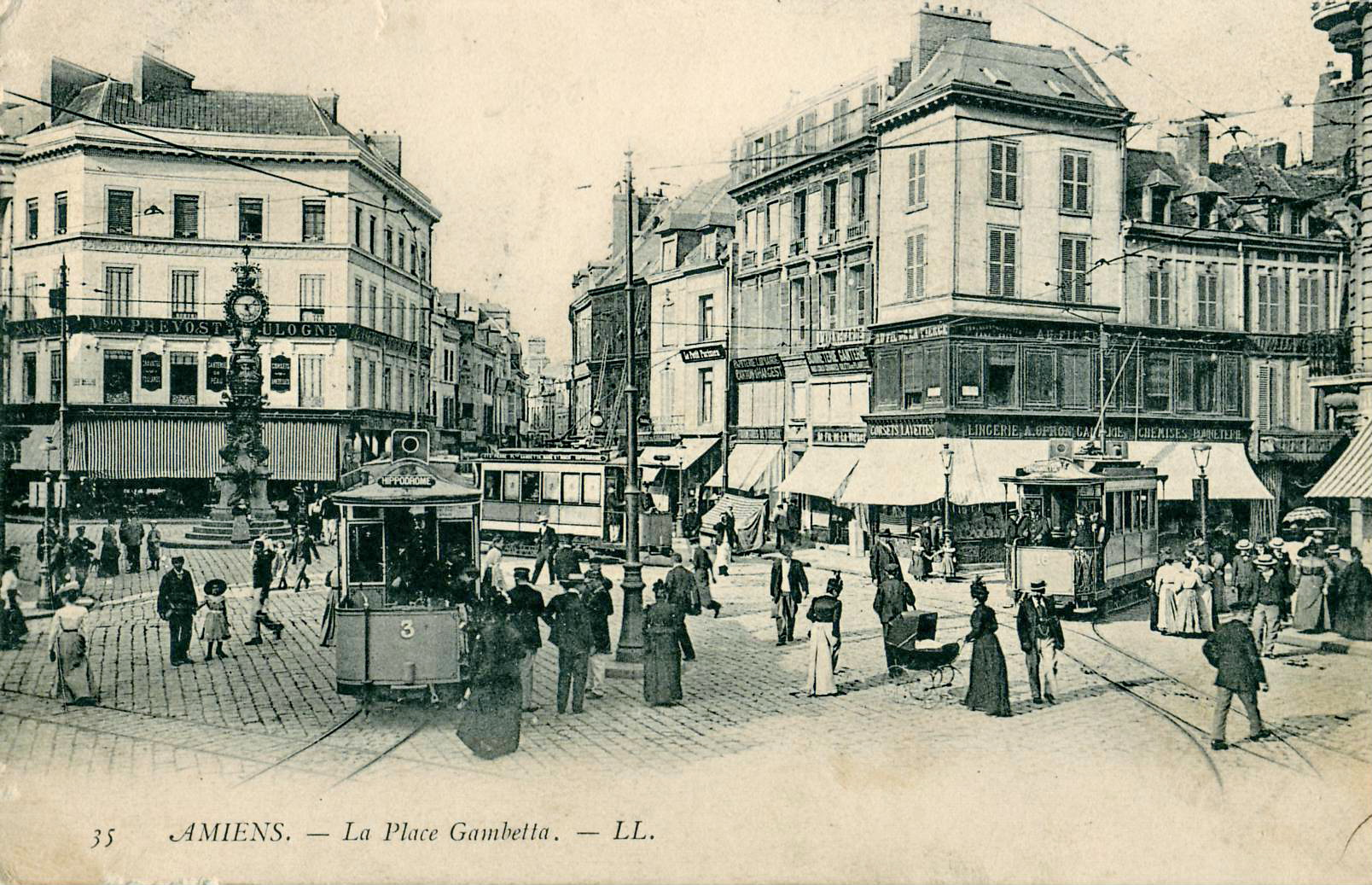
Plein in Amiens (rond 1905)
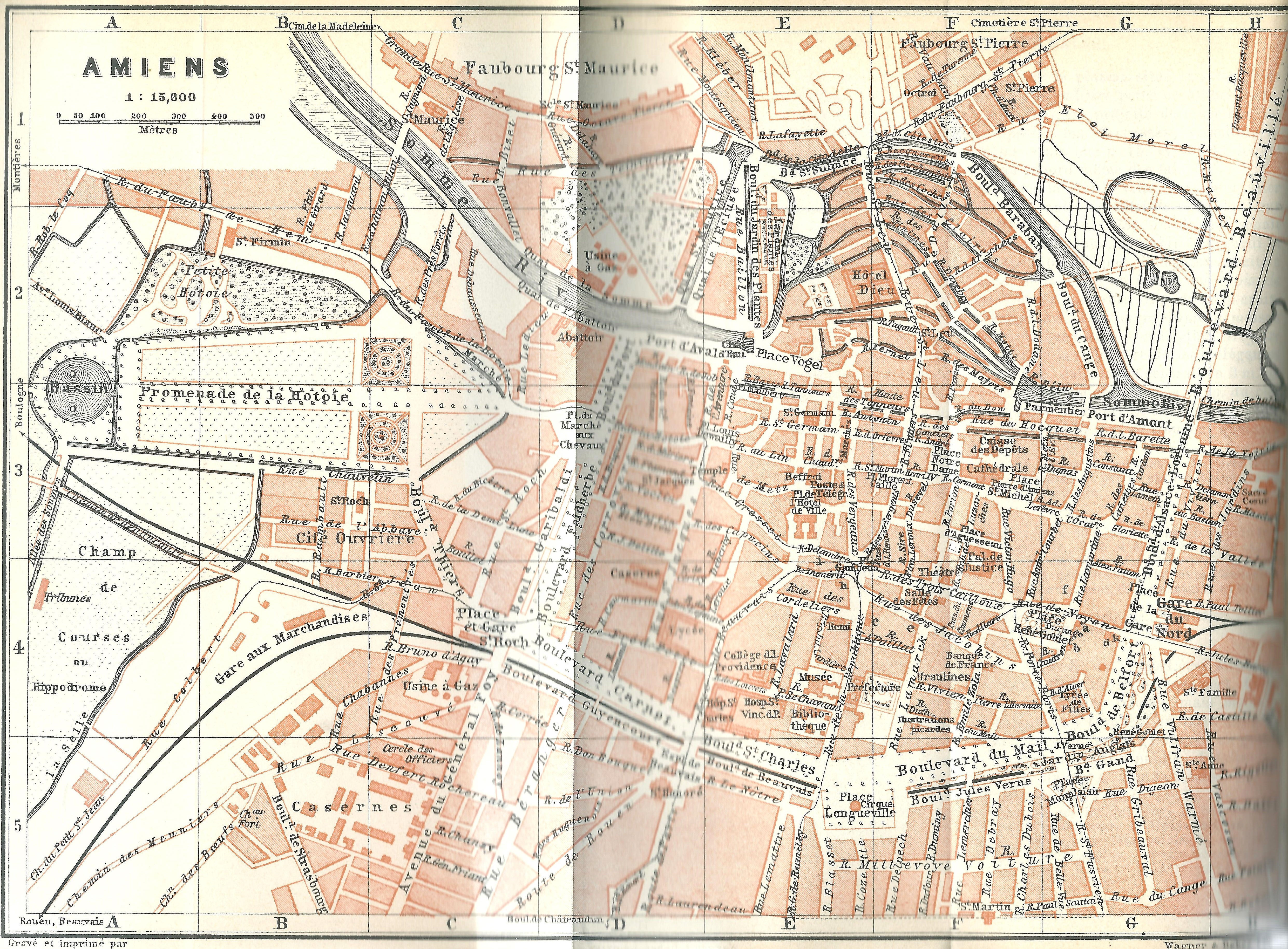
Kaart van Amiens in 1913
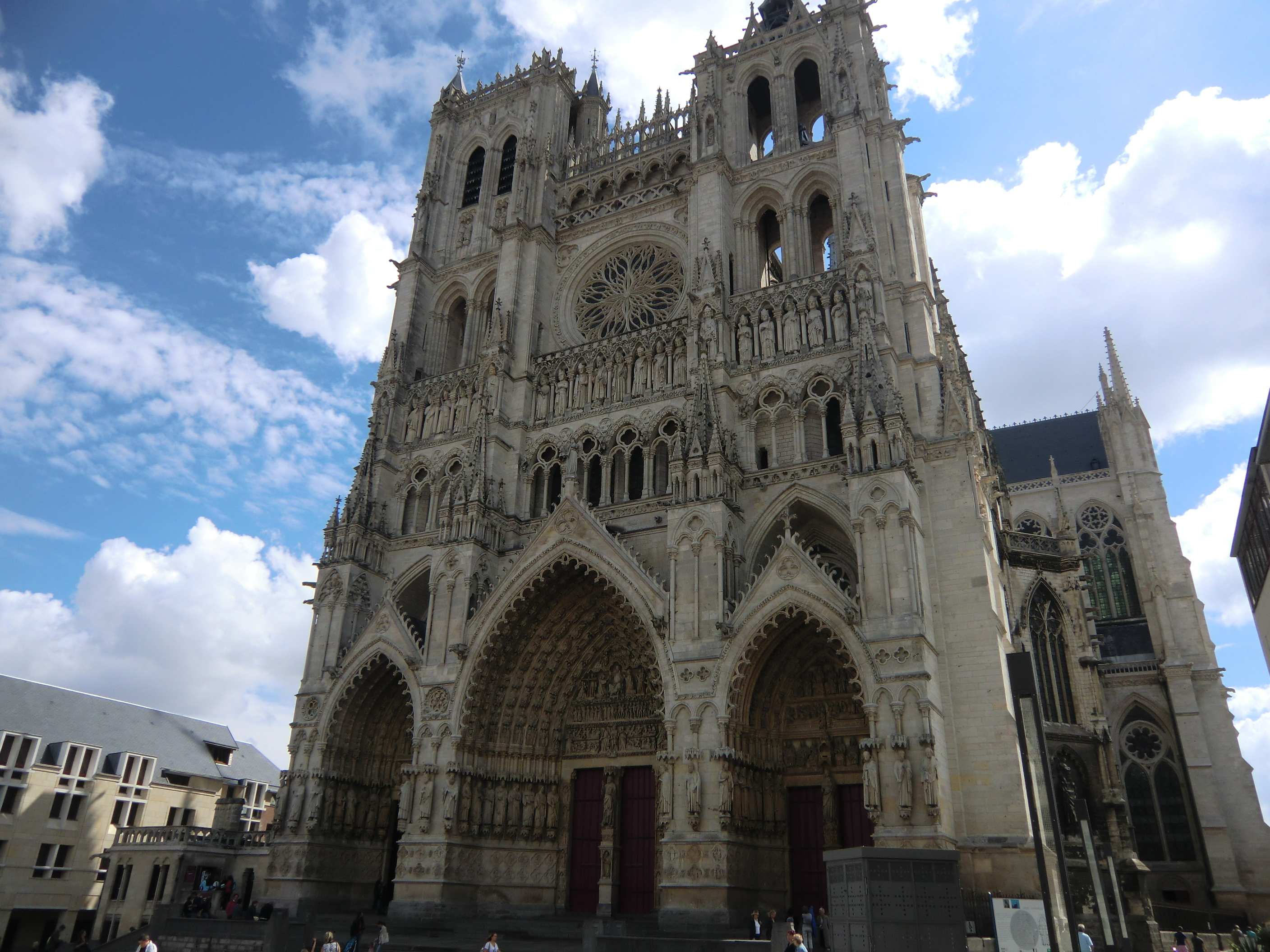
De kathedraal de Notre-Dame van Amiens
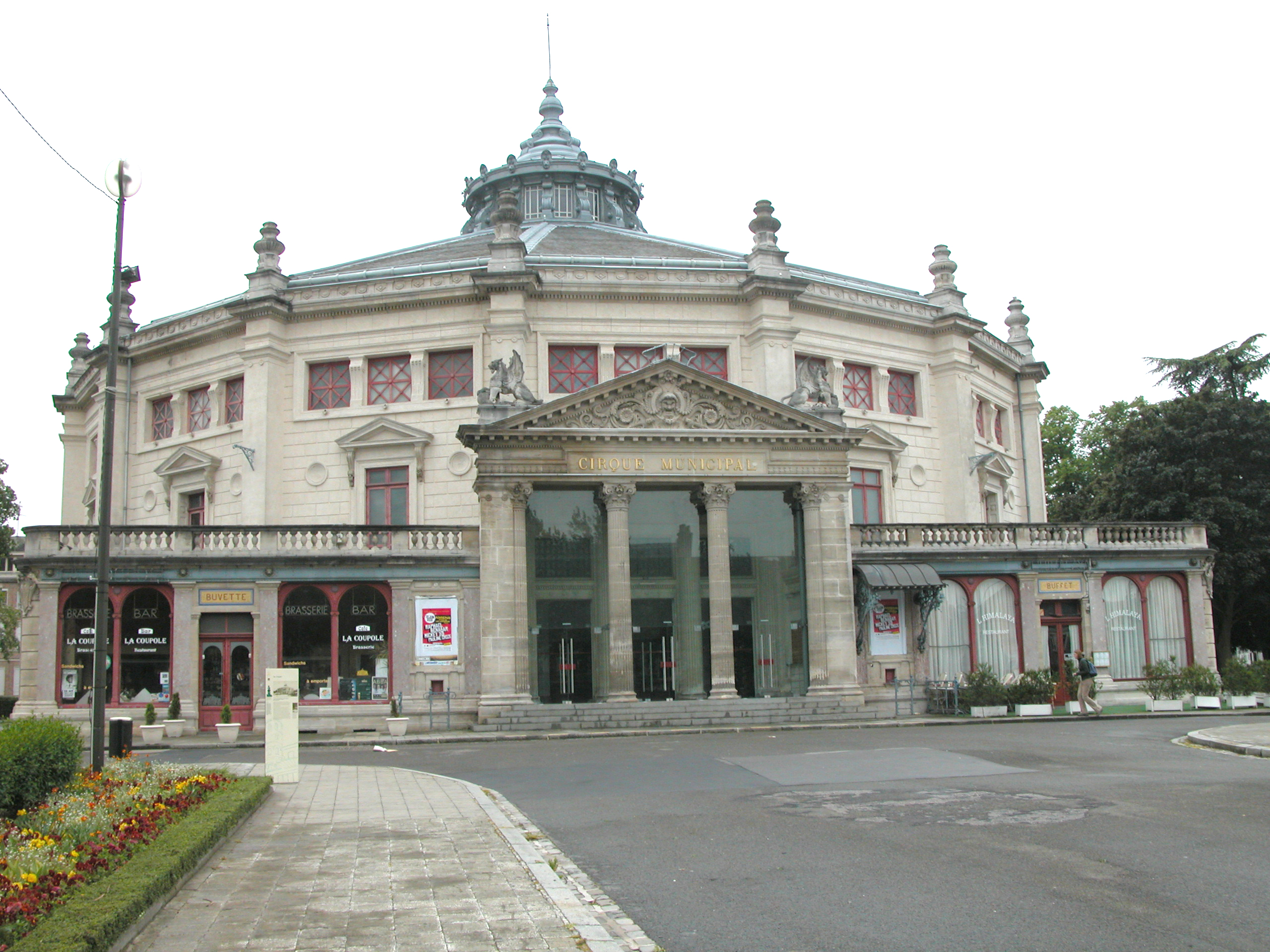
Het Cirque Jules Verne
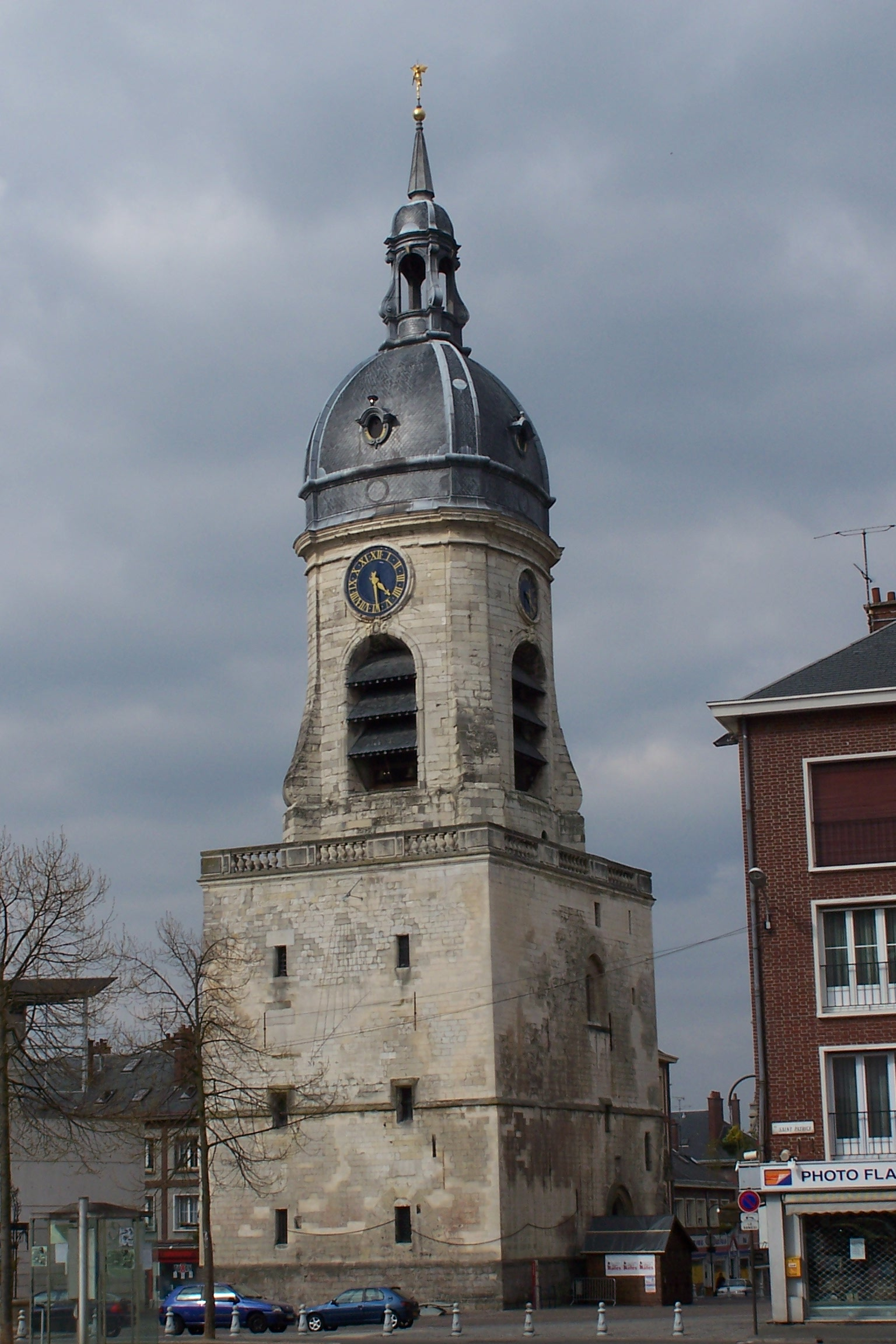
Het belfort
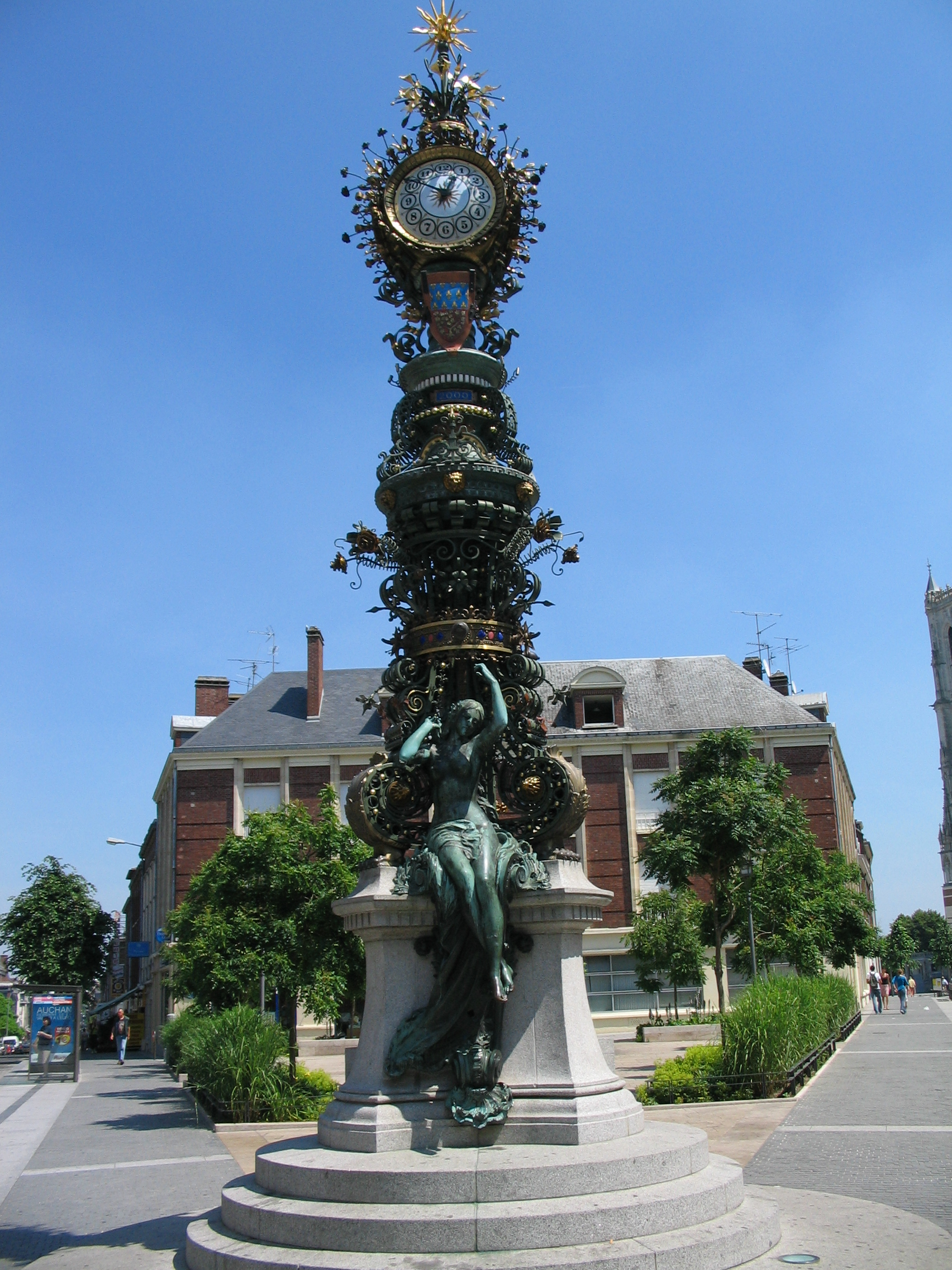
Het horloge
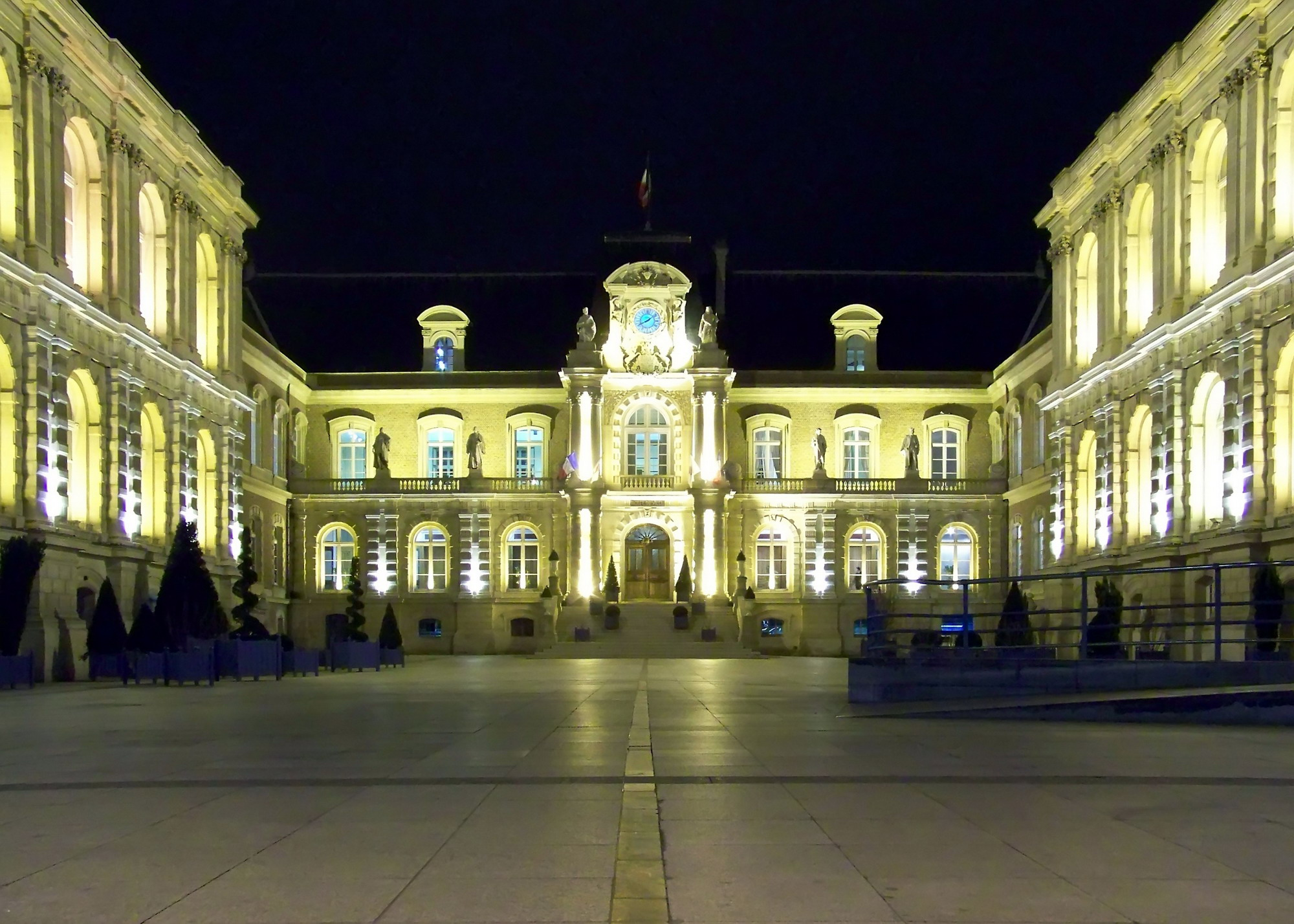
Het stadhuis Hôtel de ville van Amiens
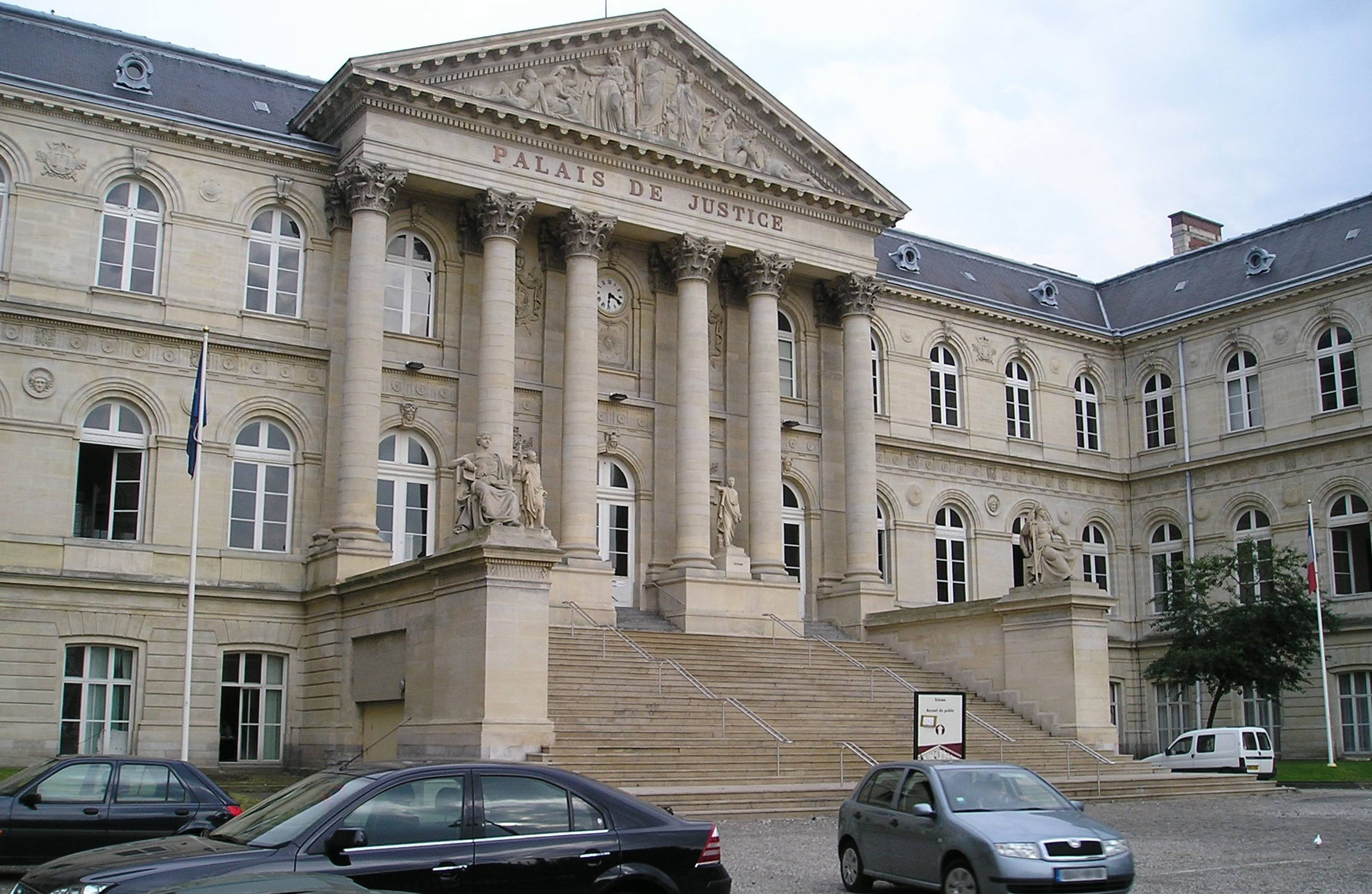
Het gerechtsgebouw
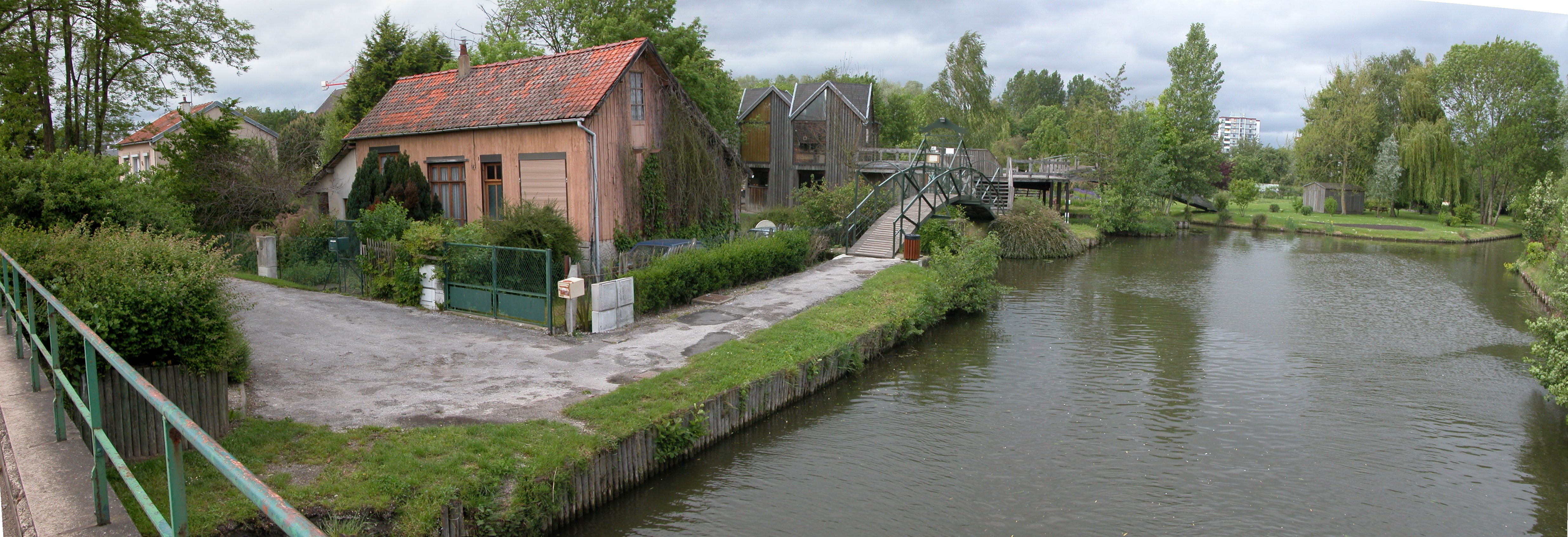
De hortillonages
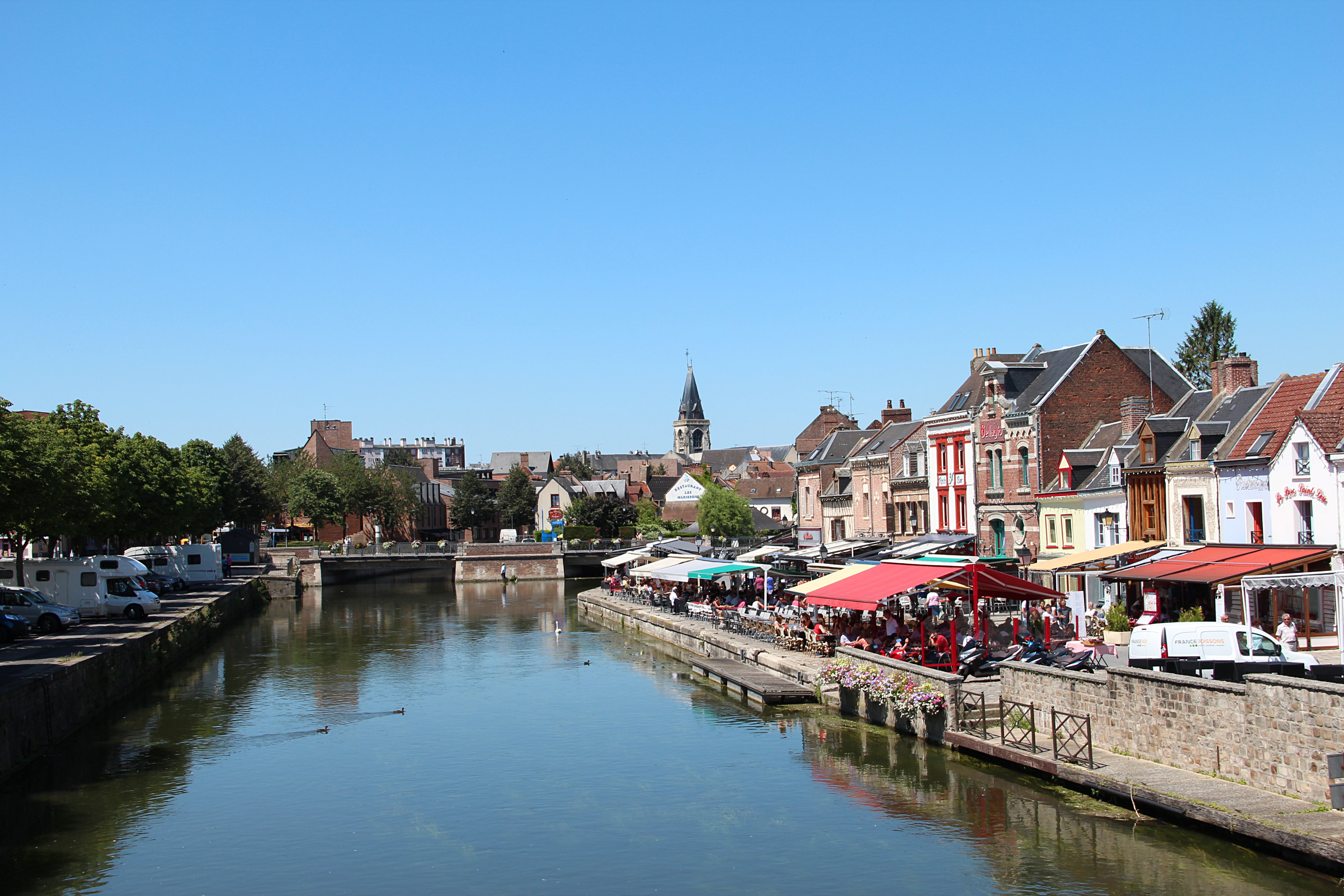
Quai Belu (2012)

## Onderwijs
Amiens heeft een universiteit, de Université de Picardie Jules-Verne (UPJV). In 2018 telde de stad bijna 30.000 studenten aan deze universiteit en de verschillende hogescholen.

## Verkeer en vervoer
Het netwerk van openbaar busvervoer in en rond Amiens wordt uitgebaat door Ametis.
Amiens heeft een treinstation.
De autosnelwegen A16 en A29 lopen langs de stad.

## Sport
Amiens SC is de professionele voetbalclub van Amiens en speelt in het Stade de la Licorne. Amiens SC speelt sinds het seizoen 2020/2021 in de Ligue 2, het op één na hoogste Franse niveau. De club speelt geregeld in de Ligue 1.
Amiens is veertien keer etappeplaats geweest in de wielerkoers Ronde van Frankrijk. In 2018 was de Nederlander Dylan Groenewegen er de laatst ritwinnaar. Nadien startte er in 2025 nog een door de Sloveen Tadej Pogačar gewonnen etappe naar Rouen.

## Bekende inwoners van Amiens

### Geboren
- Peter de Kluizenaar (ca.1050-1115)
- Vincent Voiture (1597-1648), dichter en schrijver
- Pierre Choderlos de Laclos (1741-1803), schrijver van Les Liaisons dangereuses en legergeneraal
- André Marie Constant Duméril (1774-1860), zoöloog
- Joseph-David Buhl (1781-1860), componist, dirigent en trompettist
- Édouard Branly (1844-1940), natuurkundige
- Paul Bourget (1852-1935), schrijver
- Robert Marchand (1911-2021), wielrenner
- Véronique Silver (1931-2010), actrice
- Sylvain Cambreling (1948), dirigent
- Jean-Pierre Pernaut (1950-2022), journalist
- Brigitte Trogneux (1953), echtgenote van de Franse president Emmanuel Macron
- Anne Brochet (1966), actrice
- Philippe Gaumont (1973-2013), wielrenner
- Marie Collonvillé (1973), meerkampster
- Franck Perque (1974), wielrenner
- Emmanuel Macron (1977), president van Frankrijk (2017-heden)
- Yannick Salem (1983), voetballer
- Yann M'Vila (1990), voetballer
- Clément Chevrier (1992), wielrenner
- Mélanie Henique (1992), zwemster
- Léon Deffontaines (1996), politicus

### Overleden
- Jules Verne (1828-1905), schrijver